# Commonwealth Games 2018/Squash/Herrendoppel
Das Herrendoppel im Squash bei den Commonwealth Games 2018 wurde vom 10. bis 15. April 2018 ausgetragen. Das Teilnehmerfeld bestand aus 24 Doppelpaaren. Die Gewinner der Konkurrenz im Jahr 2014, Cameron Pilley und David Palmer, traten erneut an, jedoch mit anderen Partnern. Palmer gewann mit seinem Partner Zac Alexander erneut die Goldmedaille. Im Endspiel setzten sie sich mit 11:9, 3:11 und 11:6 gegen Daryl Selby und Adrian Waller durch. Bronze ging an Declan James und James Willstrop, die Alan Clyne und Greg Lobban im Spiel um Platz drei besiegten.

## Setzliste
| Nr. | Paarung                        | Erreichte Runde |
| --- | ------------------------------ | --------------- |
| 01. | Ryan Cuskelly Cameron Pilley   | Viertelfinale   |
| 02. | Alan Clyne Greg Lobban         | Halbfinale      |
| 03. | Paul Coll Campbell Grayson     | Viertelfinale   |
| 04. | Declan James James Willstrop   | Bronze          |
| 05. | Zac Alexander David Palmer     | Gold            |
| 06. | Peter Creed Joel Makin         | Achtelfinale    |
| 07. | Daryl Selby Adrian Waller      | Silber          |
| 08. | Mohd Nafiizwan Adnan Ivan Yuen | Achtelfinale    |

| Nr. | Paarung                            | Erreichte Runde |
| --- | ---------------------------------- | --------------- |
| 09. | Lance Beddoes Evan Williams        | Achtelfinale    |
| 10. | Mohd Syafiq Kamal Eain Yow Ng      | Viertelfinale   |
| 11. | Vikram Malhotra Ramit Tandon       | Viertelfinale   |
| 12. | Christopher Binnie Lewis Walters   | Achtelfinale    |
| 13. | Tayyab Aslam Farhan Zaman          | Achtelfinale    |
| 14. | Bradley Hindle Daniel Zammit-Lewis | Achtelfinale    |
| 15. | Jason-Ray Khalil Sunil Seth        | Achtelfinale    |
| 16. | Mandela Patrick Kale Wilson        | Achtelfinale    |

## Ergebnisse

### Vorrunde

#### Gruppe A
| Rang | Setzung | Doppel                        | Sp. | S | N | S.-Diff. | Pkt. |
| ---- | ------- | ----------------------------- | --- | - | - | -------- | ---- |
| 1    | 1       | Ryan Cuskelly Cameron Pilley  | 2   | 2 | 0 | 4:0      | 4    |
| 2    | 16      | Mandela Patrick Kale Wilson   | 2   | 1 | 1 | 2:2      | 2    |
| 3    |         | Sailesh Pala Romit Parshottam | 2   | 0 | 2 | 0:4      | 0    |

| Spieler           | Spieler           | Ergebnis   |
| ----------------- | ----------------- | ---------- |
| Cuskelly / Pilley | Patrick / Wilson  | 11:0, 11:2 |
| Cuskelly / Pilley | Pala / Parshottam | 11:3, 11:0 |
| Patrick / Wilson  | Pala / Parshottam | 11:9, 11:3 |

#### Gruppe B
| Rang | Setzung | Doppel                         | Sp. | S | N | S.-Diff. | Pkt. |
| ---- | ------- | ------------------------------ | --- | - | - | -------- | ---- |
| 1    | 2       | Alan Clyne Greg Lobban         | 2   | 2 | 0 | 4:0      | 4    |
| 2    | 15      | Jason-Ray Khalil Sunil Seth    | 2   | 1 | 1 | 2:3      | 2    |
| 3    |         | Manda Chilambwe Kelvin Ndhlovu | 2   | 0 | 2 | 1:4      | 0    |

| Spieler        | Spieler             | Ergebnis           |
| -------------- | ------------------- | ------------------ |
| Clyne / Lobban | Khalil / Seth       | 11:3, 11:3         |
| Clyne / Lobban | Chilambwe / Ndhlovu | 11:4, 11:4         |
| Khalil / Seth  | Chilambwe / Ndhlovu | 11:8, 10:11, 11:10 |

#### Gruppe C
| Rang | Setzung | Doppel                             | Sp. | S | N | S.-Diff. | Pkt. |
| ---- | ------- | ---------------------------------- | --- | - | - | -------- | ---- |
| 1    | 3       | Paul Coll Campbell Grayson         | 2   | 2 | 0 | 4:0      | 4    |
| 2    | 14      | Bradley Hindle Daniel Zammit-Lewis | 2   | 1 | 1 | 2:2      | 2    |
| 3    |         | Jason Doyle Jules Snagg            | 2   | 0 | 2 | 0:4      | 0    |

| Spieler               | Spieler               | Ergebnis    |
| --------------------- | --------------------- | ----------- |
| Coll / Grayson        | Hindle / Zammit-Lewis | 11:4, 11:10 |
| Coll / Grayson        | Doyle / Snagg         | 11:4, 11:2  |
| Hindle / Zammit-Lewis | Doyle / Snagg         | 11:6, 11:4  |

#### Gruppe D
| Rang | Setzung | Doppel                         | Sp. | S | N | S.-Diff. | Pkt. |
| ---- | ------- | ------------------------------ | --- | - | - | -------- | ---- |
| 1    | 4       | Declan James James Willstrop   | 2   | 2 | 0 | 4:0      | 4    |
| 2    | 13      | Tayyab Aslam Farhan Zaman      | 2   | 1 | 1 | 2:2      | 2    |
| 3    |         | Joe Chapman Neville Sorrentino | 2   | 0 | 2 | 0:4      | 0    |

| Spieler           | Spieler              | Ergebnis   |
| ----------------- | -------------------- | ---------- |
| James / Willstrop | Aslam / Zaman        | 11:7, 11:3 |
| James / Willstrop | Chapman / Sorrentino | 11:4, 11:4 |
| Aslam / Zaman     | Chapman / Sorrentino | 11:8, 11:4 |

#### Gruppe E
| Rang | Setzung | Doppel                           | Sp. | S | N | S.-Diff. | Pkt. |
| ---- | ------- | -------------------------------- | --- | - | - | -------- | ---- |
| 1    | 5       | Zac Alexander David Palmer       | 2   | 2 | 0 | 4:0      | 4    |
| 2    | 12      | Christopher Binnie Lewis Walters | 2   | 1 | 1 | 2:2      | 2    |
| 3    |         | Alexander Frazer Jacob Kelly     | 2   | 0 | 2 | 0:4      | 0    |

| Spieler            | Spieler          | Ergebnis   |
| ------------------ | ---------------- | ---------- |
| Alexander / Palmer | Binnie / Walters | 11:7, 11:5 |
| Alexander / Palmer | Frazer / Kelly   | 11:6, 11:3 |
| Binnie / Walters   | Frazer / Kelly   | 11:3, 11:7 |

#### Gruppe F
| Rang | Setzung | Doppel                       | Sp. | S | N | S.-Diff. | Pkt. |
| ---- | ------- | ---------------------------- | --- | - | - | -------- | ---- |
| 1    | 11      | Vikram Malhotra Ramit Tandon | 2   | 2 | 0 | 4:1      | 4    |
| 2    | 6       | Peter Creed Joel Makin       | 2   | 1 | 1 | 3:2      | 2    |
| 3    |         | Ernest Jombla Yusif Mansaray | 2   | 0 | 2 | 0:4      | 0    |

| Spieler           | Spieler           | Ergebnis          |
| ----------------- | ----------------- | ----------------- |
| Creed / Makin     | Malhotra / Tandon | 7:11, 11:8, 10:11 |
| Creed / Makin     | Jombla / Mansaray | walkover          |
| Malhotra / Tandon | Jombla / Mansaray | walkover          |

#### Gruppe G
| Rang | Setzung | Doppel                        | Sp. | S | N | S.-Diff. | Pkt. |
| ---- | ------- | ----------------------------- | --- | - | - | -------- | ---- |
| 1    | 7       | Daryl Selby Adrian Waller     | 2   | 2 | 0 | 4:1      | 4    |
| 2    | 10      | Mohd Syafiq Kamal Eain Yow Ng | 2   | 1 | 1 | 2:2      | 2    |
| 3    |         | Michael Kawooya Ian Rukunya   | 2   | 0 | 2 | 0:4      | 0    |

| Spieler        | Spieler           | Ergebnis   |
| -------------- | ----------------- | ---------- |
| Selby / Waller | Kamal / Ng        | 11:4, 11:8 |
| Selby / Waller | Kawooya / Rukunya | 11:1, 11:3 |
| Kamal / Ng     | Kawooya / Rukunya | 11:2, 11:2 |

#### Gruppe H
| Rang | Setzung | Doppel                         | Sp. | S | N | S.-Diff. | Pkt. |
| ---- | ------- | ------------------------------ | --- | - | - | -------- | ---- |
| 1    | 8       | Mohd Nafiizwan Adnan Ivan Yuen | 2   | 2 | 0 | 4:1      | 4    |
| 2    | 9       | Lance Beddoes Evan Williams    | 2   | 1 | 1 | 2:2      | 2    |
| 3    |         | Othneil Bailey Omari Wilson    | 2   | 0 | 2 | 0:4      | 0    |

| Spieler            | Spieler            | Ergebnis    |
| ------------------ | ------------------ | ----------- |
| Adnan / Yuen       | Beddoes / Williams | 11:9, 11:10 |
| Adnan / Yuen       | Bailey / Wilson    | 11:6, 11:3  |
| Beddoes / Williams | Bailey / Wilson    | 11:4, 11:7  |

### Finalrunde
|  | Achtelfinale | Achtelfinale                       | Achtelfinale | Achtelfinale | Achtelfinale |  |  | Viertelfinale | Viertelfinale                 | Viertelfinale              | Viertelfinale | Viertelfinale |    |                            | Halbfinale                   | Halbfinale             | Halbfinale       | Halbfinale       | Halbfinale                   |                  |    | Finale | Finale | Finale | Finale | Finale |
|  |              |                                    |              |              |              |  |  |               |                               |                            |               |               |    |                            |                              |                        |                  |                  |                              |                  |    |        |        |        |        |        |
|  | 1            | Ryan Cuskelly Cameron Pilley       | 11           | 11           |              |  |  |               |                               |                            |               |               |    |                            |                              |                        |                  |                  |                              |                  |    |        |        |        |        |        |
|  | 15           | Jason-Ray Khalil Sunil Seth        | 9            | 7            |              |  |  | 1             | Ryan Cuskelly Cameron Pilley  | 11                         | 8             | 10            |    |                            |                              |                        |                  |                  |                              |                  |    |        |        |        |        |        |
|  | 9            | Lance Beddoes Evan Williams        | 1            | 3            |              |  |  | 7             | Daryl Selby Adrian Waller     | 9                          | 11            | 11            |    |                            |                              |                        |                  |                  |                              |                  |    |        |        |        |        |        |
|  | 7            | Daryl Selby Adrian Waller          | 11           | 11           |              |  |  |               |                               |                            |               |               | 7  | Daryl Selby Adrian Waller  | 11                           | 9                      | 11               |                  |                              |                  |    |        |        |        |        |        |
|  | 11           | Vikram Malhotra Ramit Tandon       | 11           | 11           |              |  |  |               |                               |                            |               |               |    | 4                          | Declan James James Willstrop | 9                      | 11               | 10               |                              |                  |    |        |        |        |        |        |
|  | 12           | Christopher Binnie Lewis Walters   | 4            | 10           |              |  |  | 11            | Vikram Malhotra Ramit Tandon  | 11                         | 8             | 5             |    |                            |                              |                        |                  |                  |                              |                  |    |        |        |        |        |        |
|  | 14           | Bradley Hindle Daniel Zammit-Lewis | 5            | 3            |              |  |  | 4             | Declan James James Willstrop  | 10                         | 11            | 11            |    |                            |                              |                        |                  |                  |                              |                  |    |        |        |        |        |        |
|  | 4            | Declan James James Willstrop       | 11           | 11           |              |  |  |               |                               |                            |               |               | 7  | Daryl Selby Adrian Waller  | 9                            | 11                     | 6                |                  |                              |                  |    |        |        |        |        |        |
|  | 3            | Paul Coll Campbell Grayson         | 11           | 11           |              |  |  |               | 5                             | Zac Alexander David Palmer | 11            | 3             | 11 |                            |                              |                        |                  |                  |                              |                  |    |        |        |        |        |        |
|  | 13           | Tayyab Aslam Farhan Zaman          | 6            | 6            |              |  |  | 3             | Paul Coll Campbell Grayson    | 9                          | 11            | 7             |    |                            |                              |                        |                  |                  |                              |                  |    |        |        |        |        |        |
|  | 6            | Peter Creed Joel Makin             | 1            | 6            |              |  |  | 5             | Zac Alexander David Palmer    | 11                         | 6             | 11            |    |                            |                              |                        |                  |                  |                              |                  |    |        |        |        |        |        |
|  | 5            | Zac Alexander David Palmer         | 11           | 11           |              |  |  |               |                               |                            |               |               | 5  | Zac Alexander David Palmer | 11                           | 11                     |                  |                  |                              |                  |    |        |        |        |        |        |
|  | 8            | Mohd Nafiizwan Adnan Ivan Yuen     | 11           | 9            | 10           |  |  |               | 2                             | Alan Clyne Greg Lobban     | 8             | 5             |    |                            |                              | Spiel um Platz 3       | Spiel um Platz 3 | Spiel um Platz 3 | Spiel um Platz 3             | Spiel um Platz 3 |    |        |        |        |        |        |
|  | 10           | Mohd Syafiq Kamal Eain Yow Ng      | 4            | 11           | 11           |  |  | 10            | Mohd Syafiq Kamal Eain Yow Ng | 11                         | 6             | 5             |    |                            |                              |                        |                  | 4                | Declan James James Willstrop | 11               | 11 |        |        |        |        |        |
|  | 16           | Mandela Patrick Kale Wilson        | 2            | 5            |              |  |  | 2             | Alan Clyne Greg Lobban        | 9                          | 11            | 11            |    |                            | 2                            | Alan Clyne Greg Lobban | 9                | 9                |                              |                  |    |        |        |        |        |        |
|  | 2            | Alan Clyne Greg Lobban             | 11           | 11           |              |  |  |               |                               |                            |               |               |    |                            |                              |                        |                  |                  |                              |                  |    |        |        |        |        |        |